# Jstyle
株式会社Jstyle（ジェイスタイル　英語表記：Jstyle Co., Ltd.）　は、2016年（平成28年）創業の留学エージェント株式会社。
留学情報の提供、紹介、留学手続きの代行、人材育成のための教育を主な事業としている。

## 概要
大学留学、短期留学、語学留学、専門留学、ワーキングホリデーなど留学全般を扱う。大学生、社会人を世代を対象に、英語圏を中心とした世界9ヵ国への留学をサポートし、15都市に現地サポートオフィスを完備する。留学カウンセリング、留学前の英語学習、滞在先の手配や渡航手続き、滞在中から帰国後のキャリアサポートまでの各種サービスを展開している。

## 沿革
- 2016年（平成28年12月) - 安藤和隆が東京都港区赤坂に株式会社Jstyle（ジェイスタイル）を創業。夢カナ留学（留学&ワーキングホリデー支援事業部）設立。
- 2017年（平成29年) -  夢カナEnglish（英語集中研修事業部）新設。
- 2018年（平成30年）- J-Party（国際交流事業部）新設。
- 2018年（平成30年）- 夢カナラウンジ（セミナー事業部）新設。
- 2019年（令和1年）11月 - 東京都新宿区荒木町に本社移転。
- 2021年（令和3年）9月 - 東京都新宿区新宿に本社移転。
- 2023年（令和5年）8月　-  夢カナキャリア新設。

## 本社
- 〒160-0022

東京都新宿区新宿6丁目27−30 新宿イーストサイドスクエア Eastオフィス11F

## 支社
- 〒160-0022

東京都新宿区新宿6丁目29-8 新宿福智ビル4F